# Горштачка елегија
Горштачка елегија: Мемоари о породици и култури у кризи (енгл. Hillbilly Elegy: A Memoir of a Family and Culture in Crisis) су мемоари које је написао Џеј-Ди Венс. Говоре о породичним вредностима у подручју Апалачије и социоекономским проблемима Венсове породице у Мидлтауну, где су му се родитељи преселили док је био дете. Године 2020. приказан је истоимени филм у режији Рона Хауарда.

## Радња
Cтатистике вам говоре да клинце попут мене чека невесела будућност — ако буду имали среће, избећи ће социјалну помоћ; ако је не буду имали, умреће од претеране дозе хероина, као што се само прошле године десило десетинама њих у мом родном градићу.
Био сам један од тих клинаца с невеселом будућношћу. Замало да ме избаце из средње школе. Замало да попустим пред дубоким гневом и срџбом, усађеним у свакога око мене. Данас људи гледају у мене, у мој посао и завршен престижни факултет, и верују да сам некакав геније, да би само стварно изузетна особа могла постићи ово што ја јесам. Уз дужно поштовање тих људи, сматрам да је та теорија гомила гована. Ако је у мени и било некаквих талената, готово да сам их протраћио док ме шачица драгих људи није спасла.

То је истинита прича о мом животу и зато пишем ову књигу. Хоћу да људи знају какав је осећај готово дићи руке од себе и зашто бисте то могли да учините. Желим да схвате шта се дешава у животима сиромашних и какав психолошки утицај духовно и материјално сиромаштво имају на њихову децу. Хоћу да људи разумеју „амерички сан“ какав смо доживели моја породица и ја. Желим да схвате како се заиста осећате када се успињете. И хоћу да људи разумеју нешто што сам научио тек недавно: да и нас, којима се довољно посрећило да проживимо „амерички сан“, демони живота које смо некад оставили за собом прогањају и даље.— Џеј-Ди Венс